# Ludwigsthal (Neunkirchen)
Ludwigsthal ist ein Stadtteil von Neunkirchen (Saar) und liegt südöstlich der Neunkircher Innenstadt zwischen Wellesweiler und Furpach.

## Lage
Der Ortsteil Ludwigsthal liegt in einem Waldgebiet zwischen den Neunkircher Stadtteilen Furpach, Wellesweiler und Kohlhof. Er ist an die Bundesautobahnen 8 und 6 angebunden. Der ehemals östlich des Ortes fließende Erlenbrunnenbach existiert nicht mehr.

## Geschichte
Das Gebiet gehörte in älterer Zeit zur Gemeinde Mittelbexbach und seit 1816 zum Königreich Bayern. Im Mittelbexbacher Distrikt Plantage unmittelbar an der preußisch-bayerischen Grenze siedelte sich 1817 Jakob Neu aus Steinbach an und errichtete ein Steinhaus. Der Name Plantage (im örtlichen Sprachgebrauch stets „die Plantage“) ging 1819 auf die neue Ansiedlung über. Plantage wurde überwiegend von Menschen besiedelt, die in dem nahen Industrieort Neunkirchen Arbeit suchten. 1884 stellten die Bewohner von Plantage einen Antrag, den Namen der Annexe in Ludwigsthal zu ändern. Der Gemeinderat in Mittelbexbach stimmte dem bei, da die Bezeichnung Plantage „sprachlich und sachlich unrichtig“ sei, und so wurde der Ort auf Drängen der 400 Bewohner 1884 als Zeichen der Loyalität zu König Ludwig II. von Bayern in Ludwigsthal umbenannt. Der alte Name ist im Volksmund (Aussprache „Blandaasch“) noch geläufig. 1893 wie auch 1920 gab es Bestrebungen, Ludwigsthal zu einer selbstständigen Gemeinde zu machen, die jedoch nach Abwägung der Vor- und Nachteile aufgegeben wurden, auch die amtliche Schreibung von 1884 (die Ortschronik von 1911 verwendet das modernisierte Ludwigstal) wurde beibehalten. Der Ortsteil blieb bei Bexbach, bis er am 1. Januar 1974 anlässlich der Gebiets- und Verwaltungsreform im Saarland zur Stadt Neunkirchen kam.

## Bevölkerungsentwicklung
| Jahr      | 1880 | 1951  | 1977 | 1988  | 2000  | 2015  |
| --------- | ---- | ----- | ---- | ----- | ----- | ----- |
| Einwohner | 373  | 1.214 | 936  | 1.093 | 1.202 | 1.219 |

## Sehenswürdigkeiten / Umgebung

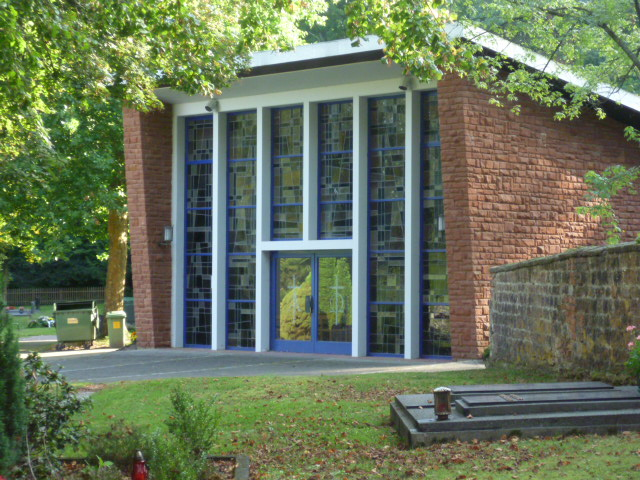
Einsegnungshalle des Friedhofs Ludwigsthal

In Ludwigsthal befindet sich ein kleiner Friedhof (0,8 ha), der seit 1876 als Begräbnisplatz genutzt wird. Jährlich finden ca. 8 Beisetzungen statt. Die Einsegnungshalle wurde vor einigen Jahren restauriert. Ein mittlerer Wanderweg von 6,5 km Länge verbindet Ludwigsthal und den benachbarten Neunkircher Ortsteil Kohlhof.